# پاسیکوداه
پاسیکوداه (به لاتین: Pasikudah) یک منطقهٔ مسکونی در سری‌لانکا است که در ناحیه باتیکالوا واقع شده‌است.

## نگارخانه

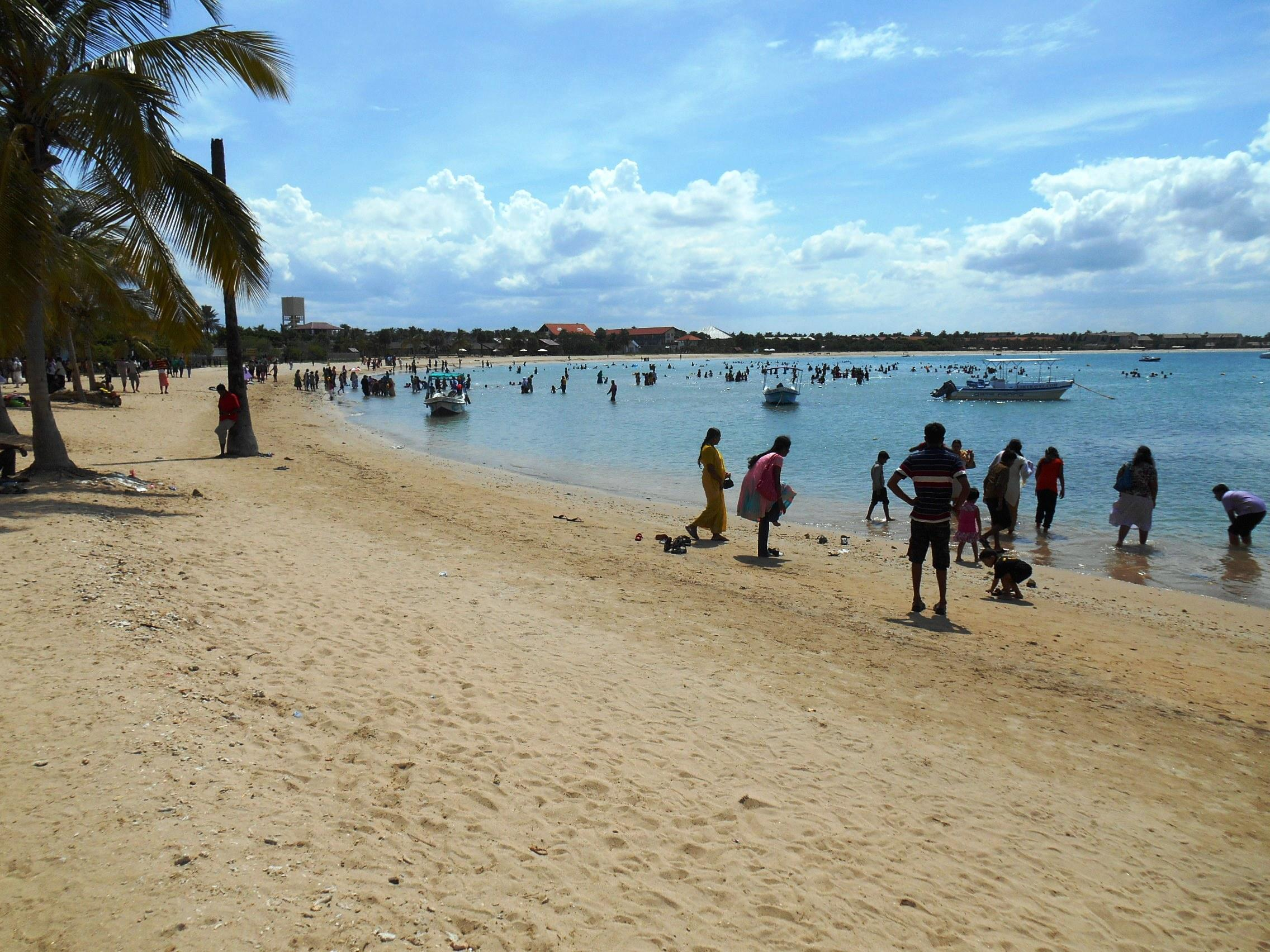
ساحل پاسیکوداه
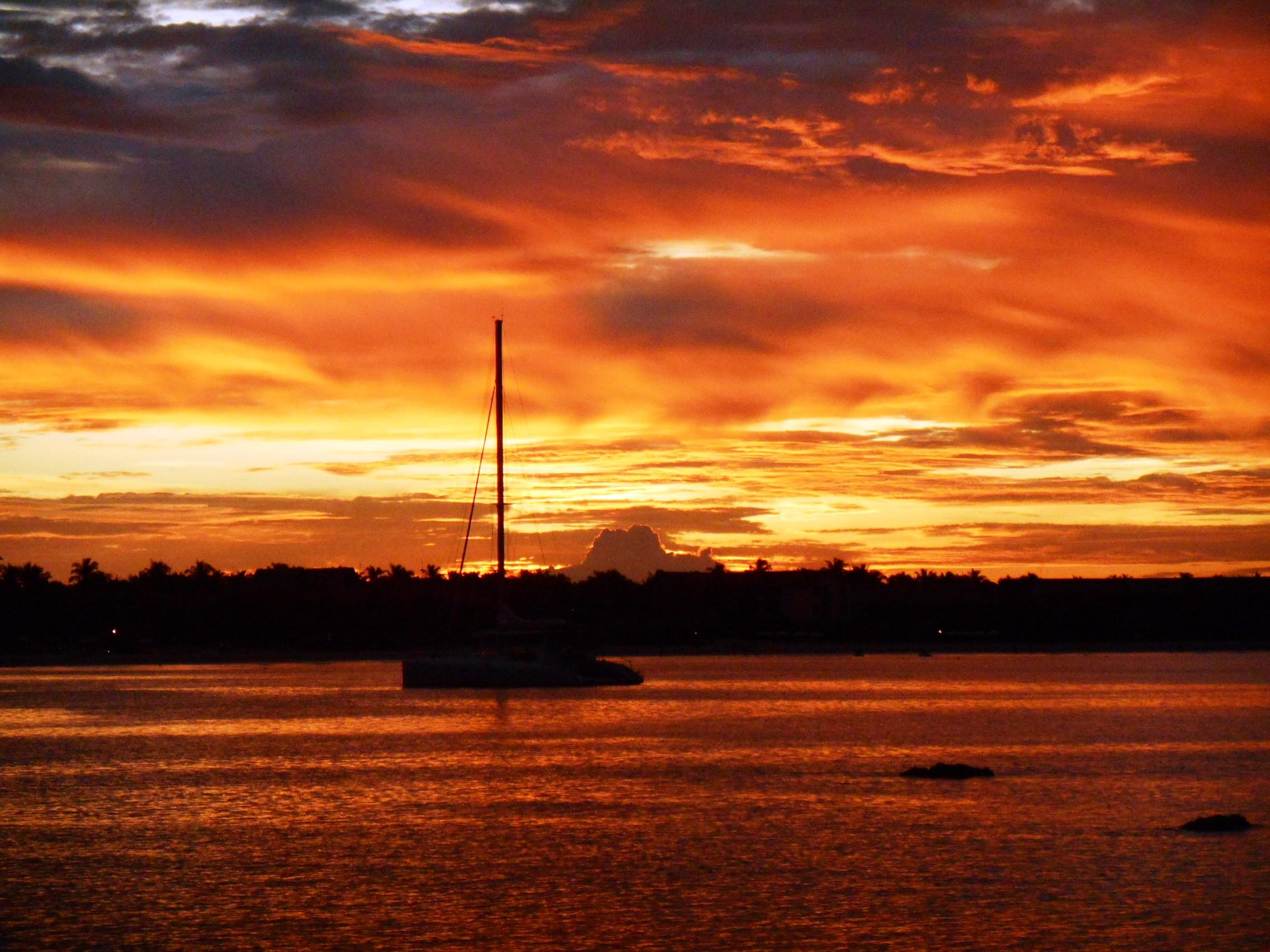
غروب آفتاب در ساحل پاسیکوداه
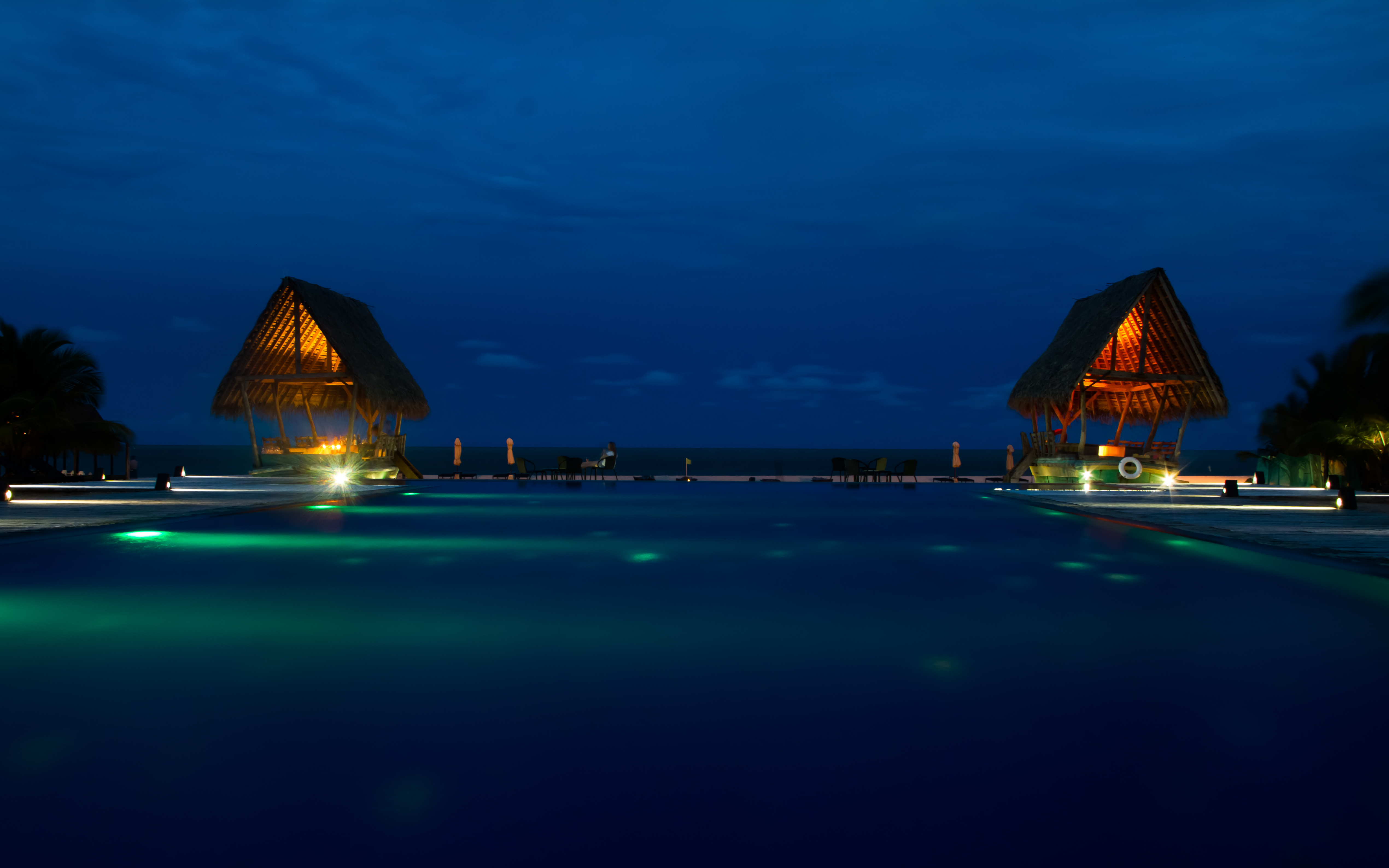
Maalu Maalu Beach Resort, Pasikuda, Sri Lanka